# Reginald Soar
Reginald Rhys Soar (24 août 1893 - 1971) est un as britannique de la Première Guerre mondiale. Il est crédité de 12 victoires aériennes remportées dans les Dardanelles et le long de la Manche.

## Biographie
Reginald Rhys Soar est d'héritage gallois par sa mère, bien qu'il soit né à Castleford, dans le Yorkshire de l'Ouest. C'est d'ailleurs avec Rhys, son deuxième prénom gallois, qu'il signe. 
Reginald Soar rejoint le Royal Naval Air Service (RNAS) en août 1915. Il commence son service aéronaval avec la No. 3 Wing RNAS dans les Dardanelles. Il est ensuite transféré à la No. 5 Wing à Dunkerque, sur le front de l'Ouest. En octobre 1916, il est de nouveau transféré, pour rejoindre le No. 8 Squadron RNAS.
Soar remporte ses premières victoires aériennes aux commandes d'un Sopwith Pup le 20 décembre 1916, lorsqu'il met hors de contrôle deux chasseurs allemands Halberstadt. Il reste ensuite plusieurs mois sans remporter de victoires, jusqu'en mai 1917. Le 23 de ce mois, il force un DFW à atterrir près de Sainte-Catherine-lès-Arras et le survole pour noter dans son journal de mission que le pilote allemand est vivant mais blessé à la tête, tandis que l'observateur est blessé par une balle reçue à l'abdomen. Il prend aussi des notes techniques sur l'appareil.
Cette troisième victoire est le début d'une série de dix victoires aériennes entre fin mai et la mi-juillet 1917. Reginald Soar en partage la moitié avec d'autres membres de son Squadron, comme Robert A. Little ou Charles Dawson Booker, deux pilotes avec qui il est ami par ailleurs. Pour ces victoires, il reçoit le 11 août 1917 la Distinguished Service Cross. Cependant, Reginald Soar ne remportera pas d'autres victoires avant la fin de la guerre.
Après la formation de la Royal Air Force en octobre 1918, il commande le No. 255 Squadron RAF (en) (bien qu'il n'en ait pas le grade), une unité basée à RAF Carew Cheriton (en), dans le Pembrokeshire, au sud du Pays de Galles.
Après la fin de sa carrière militaire (qu'il poursuit après la Première Guerre mondiale), Reginald Rhys Soar se retire dans le Pembrokeshire, où il décède en 1971. Il est enterré au cimetière de Martletwy.